# یان پیتر بالکننده
یان پیتر بالکننده (انگلیسی: Jan Peter Balkenende؛ زادهٔ ۷ مهٔ ۱۹۵۶) یک سیاستمدار هلندی است که از سال ۲۰۰۲ تا ۲۰۱۰ نخست‌وزیر هلند بود. او رهبر حزب دموکرات مسیحی (CDA) بود و به عنوان یک محافظه کار میانه‌رو شناخته می‌شود. در دوران نخست‌وزیری بالکننده (بالکِن‌اِنده)، هلند با چالش‌های اقتصادی و اجتماعی متعددی مواجه بود. او سیاست‌های اقتصادی را اجرا کرد که باعث کاهش بدهی دولت و افزایش رشد اقتصادی شد. با این حال، دولت او همچنین با انتقاداتی در مورد سیاست‌های مهاجرتی و رفاه اجتماعی مواجه شد.